# Rain Phoenix
Rain Joan of Arc Phoenix (nacida Bottom; Crockett, Texas; 21 de noviembre de 1972) es una actriz y cantante estadounidense. Phoenix tiene dos hermanas, Liberty y Summer, y dos hermanos, Joaquin y River Phoenix, este último ya fallecido, todos ellos actores.

## Primeros años
Phoenix nació como Rain Joan of Arc Bottom en Crockett, Texas, siendo la segunda hija de John Lee Bottom y Arlyn Phoenix (nacida como Arlyn Dunetz). Su madre había nacido en El Bronx, Nueva York, de padres judíos procedentes de Hungría y Rusia. Su padre era un católico de Fontana, California. En 1968, la madre de Phoenix dejó a su familia y se mudó a California, conociendo al padre de Phoenix mientras hacía autostop. Se casaron en 1969 y se unieron a La Familia Internacional y trabajaron como misioneros en Sudamérica. Fue ahí cuando, a los tres años, Phoenix (acompañada de su hermano mayor River tocando la guitarra) comenzó a cantar. Actuaban en las calles de Caracas, Venezuela, mientras repartían folletos cristianos. La familia se mudó a California para probar suerte en la industria del entretenimiento. En Los Ángeles, Phoenix y sus hermanos actuaban en la calle delante de otros niños. Arlyn tomó un trabajo en la NBC y consiguió agentes para los niños.
Phoenix cantó junto a su hermano River en el programa Real Kids (1982). Otros papeles pequeños le siguieron, incluyendo Amazing Stores en 1986 (acreditada como Rainbow Phoenix) y Family Ties en 1987. También en 1987, Phoenix participó en la película Maid to Order, junto a Ally Sheedy.
A la edad de 15 años, Phoenix volvió a la música y formó la banda Aleka's Attic con su hermano de entonces diecisiete años, River. Éste, junto al bajista Josh McKay, escribían la música y la letra y Rain cantaba. La banda ya había actuado en su ciudad natal de Gainesville, Florida. En esta época, la carrera de River había despegado y la banda tenía que hacer parones para ajustarse a su agenda. En 1988, Aleka's Attic firmaron con la discográfica Island Records y en 1989 lanzaron su sencillo "Across the Way" en un álbum benéfico a favor de PETA. En 1991, hicieron una gira por la costa este de Estados Unidos. En este momento, Phoenix se unió a su hermano River en el set de su décima película, My Own Private Idaho. Conoció al director Gus Van Sant, al que River le sugirió que sería perfecta para un papel en Even Cowgirls Get the Blues, basada en la novela homónima de Tom Robbins. Tuvo el papel de Bonanza Jellybean, compartiendo pantalla junto a Uma Thurman.

## Muerte de River Phoenix
Unos meses después del final de la película, Phoenix voló a Los Ángeles junto a Joaquin para verse con River durante un descanso del rodaje de Dark Blood. En la noche del 30 de octubre de 1993, salieron, acompañados por la novia de River, Samantha Mathis, y se dirigieron al club nocturno The Viper Room, del que Johnny Depp era copropietario. River murió esa misma noche de una sobredosis de heroína y cocaína, una mezcla llamada "speedball".
Phoenix tuvo que sobrellevar la muerte prematura de su hermano y el acoso de los medios. Aleka's Attic había estado trabajando en un álbum que River había estado financiando. El álbum casi estaba completo cuando River falleció y nunca fue lanzado.

## Finales de la década de los 90
En 1994, Phoenix se unió a R.E.M. para prestar su voz en los coros de la canción "Bang and Blame", que se lanzaría en el álbum de 1994 Monster, dedicado a River. En 1995 Phoenix se unió a Red Hot Chili Peppers en su gira del álbum One Hot Minute. El bajista de la banda, Flea, quien apareció en My Own Private Idaho, fue un amigo cercano de River, y estaba presente en el club cuando falleció. La banda escribió su canción "Transcending" como tributo a River. También figuró en la canción de R.E.M. "At My Most Beautiful".
En 1997, Phoenix se unió a la banda The Causey Way, junto a sus hermanas Summer y Liberty. Se separaron en 2001 después de haber lanzado dos álbumes y dos EPs.
Phoenix volvió a la actuación en 1998 con papeles en I Woke Up Early the Day I Died (1998), O (2001), Harry and Max (2004) y en Hitch (2005).

## Papercranes
Phoenix formó la banda Papercranes en 2003, de la que es cantante y compositora. Su EP homónimo fue lanzado en 2004 y su primer álbum, Vidalia, en 2006. Su álbum "Let's Make Babies in The Woods" fue lanzado a principios se 2011. Músicos invitados incluyen sus hermanas, Summer y Liberty, como también el actor Dermot Mulroney, Libby Lavella, y Flea de Red Hot Chili Peppers.
Phoenix continúa dividiendo su tiempo entre la escritura, la música y la actuación, trabajando en varios proyectos de televisión y películas.

## Iniciativas sociales
Phoenix, junto a su hermano Joaquin, es una de las directoras de The Lunchbox Fund, una organización sin ánimo de lucro que provee de alimentos diarios a estudiantes en colegios de Soweto, Sudáfrica.

## Filmografía selecta
| Maid to Order               | 1987 |
| Even Cowgirls Get the Blues | 1993 |
| Todo por un sueño           | 1995 |
| O                           | 2001 |
| Stranger Inside             | 2001 |
| Harry and Max               | 2004 |
| Hitch                       | 2005 |
| Kids in America             | 2005 |